# Vládcové iluzí
Vládcové iluzí (rusky: Императоры иллюзий) je druhou knihou cyklu Hranice snů ruského spisovatele Sergeje Lukjaněnka a pokračováním knihy s názvem shodným s jménem celého cyklu.